# Тодор Прошев
Тодор Прошев е български революционер, деец на Вътрешната македонска революционна организация.

## Биография
Тодор Прошев в периода след възстановяването на ВМРО активно участва в дейността на Струмишкия революционен окръг, като в началото на 1928 година е определен за пунктов началник на Свети Врач.